# Ranelinezuur
Ranelinezuur is een organisch carbonzuur met als brutoformule C12H10N2O8S. Het is een zuur dat in staat is om metaalionen te cheleren. In die context wordt strontiumranelaat gebruik in de behandeling van osteoporose.